# Heliconius concinna
Heliconius concinna är en fjärilsart som beskrevs av Hans Ferdinand Emil Julius Stichel 1906. Heliconius concinna ingår i släktet Heliconius och familjen praktfjärilar. Inga underarter finns listade i Catalogue of Life.